# Rimorso

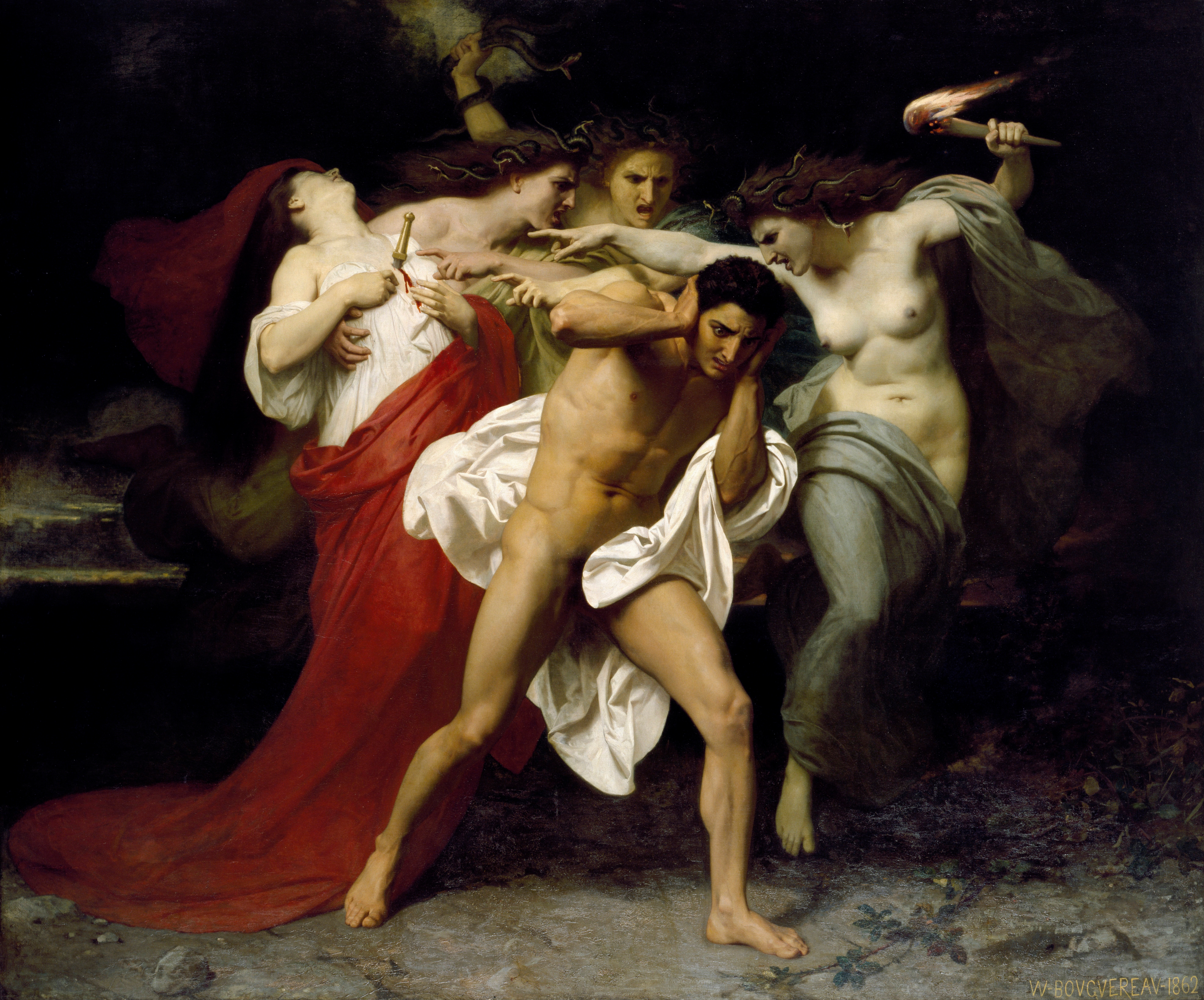
William-Adolphe Bouguereau, Il rimorso di Oreste ovvero Oreste perseguitato dalle Furie

Il rimorso è un'emozione sperimentata da chi ritiene di aver tenuto azioni o comportamenti contrari al proprio codice morale. Il rimorso produce il senso di colpa.

## Caratteristiche psicologiche
Il rimorso è caratterizzato da uno stato di pena, di turbamento della mente, di riflessione interiore, di non serenità, di dolore morale che provoca una sensazione di rammarico. Le persone incapaci di provare rimorso spesso sono identificate come personalità sociopatiche (Stati Uniti) o personalità psicopatiche (Regno Unito). La loro caratteristica principale è di trattare gli altri esseri umani secondo i propri bisogni narcisistici, secondo modalità prive di empatia.
La mancanza del rimorso è una caratteristica che si riscontra maggiormente in personalità forti, anaffettive ed altamente razionali, che contano pochissimo sulle proprie emozioni. In generale, una persona che non teme nulla e che non ha paura, solitamente non prova neanche rimorso.
In psicologia (e psichiatria) lo studio del rimorso è fondamentale per la comprensione di diverse patologie (ad esempio: le persone con la compulsione agli acquisti spesso sono affette anche dal "rimorso del compratore", il concetto del rammarico dell'acquisto dopo averlo fatto).
Sempre in psicopatologia è fondamentale osservare come il rimorso possa essere ossessivo, sulla base di un più o meno conscio senso di colpa, dando luogo a malinconia e depressione. 
Viceversa, ben strutturati nella personalità, rimorso e coscienza di colpa fanno parte di un normale sentimento di condivisione e appartenenza.
La patologia caratterizzata dall'assenza di rimorso diventa più seria se dopo atti più gravi (omicidio, violenza, ecc.) non si prova alcun tipo di rimorso, ma addirittura compiacenza.
In menti fragili la concezione del rimorso come archetipo esterno di controllo può provocare comportamenti pericolosi, che nel peggiore dei casi arrivano a produrre ripercussioni punitive verso sé stessi.

## Caratteristiche spirituali
In alcune religioni l'idea del rimorso è usata come stato necessario al fine di dimostrare l'esistenza del peccato. La giustizia di Dio (o, comunque, una qualche forma di giustizia trascendentale) è attenta alla coscienza morale dell'individuo, e da essa parte per risollevare le sorti dell'anima ed infondere nuovamente la serenità.
La consapevolezza di avere un comportamento scorretto, che può provocare il rimorso, parte dalla conoscenza del bene e del male. Solitamente ogni religione o forma di spiritualità ha un suo codice di comportamento morale, in cui è codificato ciò che si intende per bene e per male, e vi si trovano anche indicazioni di un "comportamento modello" da seguire, al fine di essere retti e non avere quindi rimorsi.
Per il Cristianesimo, ad esempio, uno dei codici di comportamento morale da seguire sono i dieci comandamenti dati da Dio a Mosè.
Esempio classico di rimorso si ha con l'episodio di Giuda (Matteo 27,3-5)
Giuda, dopo aver tradito Gesù, “provò rimorso (forma di metamèlomai)”, cercò di restituire il denaro pattuito per il tradimento e poi si suicidò impiccandosi. 
Provò rimorso, senso di colpa, costernazione, perfino disperazione, ma nulla indica che abbia manifestato la tristezza secondo Dio che porta al pentimento (v. Metanoia).